# 시미즈역 (아이치현)
시미즈역(일본어: 清水駅, しみずえき)은 일본 아이치현 나고야시 기타구 시미즈 2초메에 소재하는 나고야 철도 세토선의 역이다. 역 번호는 ST03이다.

## 역사
1976년 2월 15일부터 1978년 8월 20일까지 사카에마치역 노선 연장 공사가 이루어지는 동안에는 서쪽으로 200m 지점에 가설 도리이시타 역이 있었다.
- 1911년 5월 23일: 영업 개시. 개통 초기에는 나고야 시 편입 전의 니시카스가이 군 시미즈 정이였음.
- 1990년 9월 30일: 고가화.
- 2006년
  - 8월 8일: 무인화 및 역 집중 관리 시스템 도입.
  - 12월 16일: 트랜 패스 대응 개시.
- 2011년 2월 11일: IC카드 승차권 manaca 도입.
- 2012년 2월 29일: 트랜 패스 공용 종료.

## 역 구조
상대식 승강장 2면 2선의 고가역이다. 역 집중 관리 시스템이 도입된 무인역으로 지평역 시절에는 구내 건널목을 가지고 있었다.

### 승강장
| 번호 | 노선      | 방향 | 행선                    |
| ---- | --------- | ---- | ----------------------- |
| 1    | ■ 세토 선 | 하행 | 오조네・오와리세토 방면 |
| 2    | ■ 세토 선 | 상행 | 사카에마치 방면         |

## 역 주변
- 야마나카 시미즈점
- 나고야 시립 시미즈 초등학교
- 나고야 시립 하치오지 중학교
- 국도 제41호선(공항선)
- 나고야 고속 1호 구스노키 선

## 인접역
| 나고야 철도 ■ 세토선            | 나고야 철도 ■ 세토선 | 나고야 철도 ■ 세토선            |
| ------------------------------- | -------------------- | ------------------------------- |
| ST02 히가시오테 사카에마치 방면 | ■ 보통               | 아마가사카 ST04 오와리세토 방면 |